# Literaturjahr 1496
Liste der Literaturjahre

◄ | 1492 | 1493 | 1494 | 1495 | Literaturjahr 1496 | 1497 | 1498 | 1499 | 1500 | ► | ►►

Weitere Ereignisse

## Ereignisse

### Lyrik

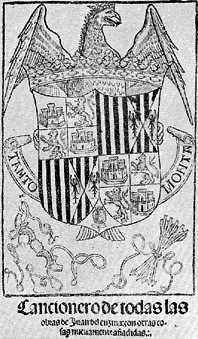
Titelblatt der Cancionero de Juan del Encina

- In Salamanca erscheint erstmals das Cancionero de Juan del Encina, ein Gedichts- und Liederbuch von Juan del Encina.

### Drama

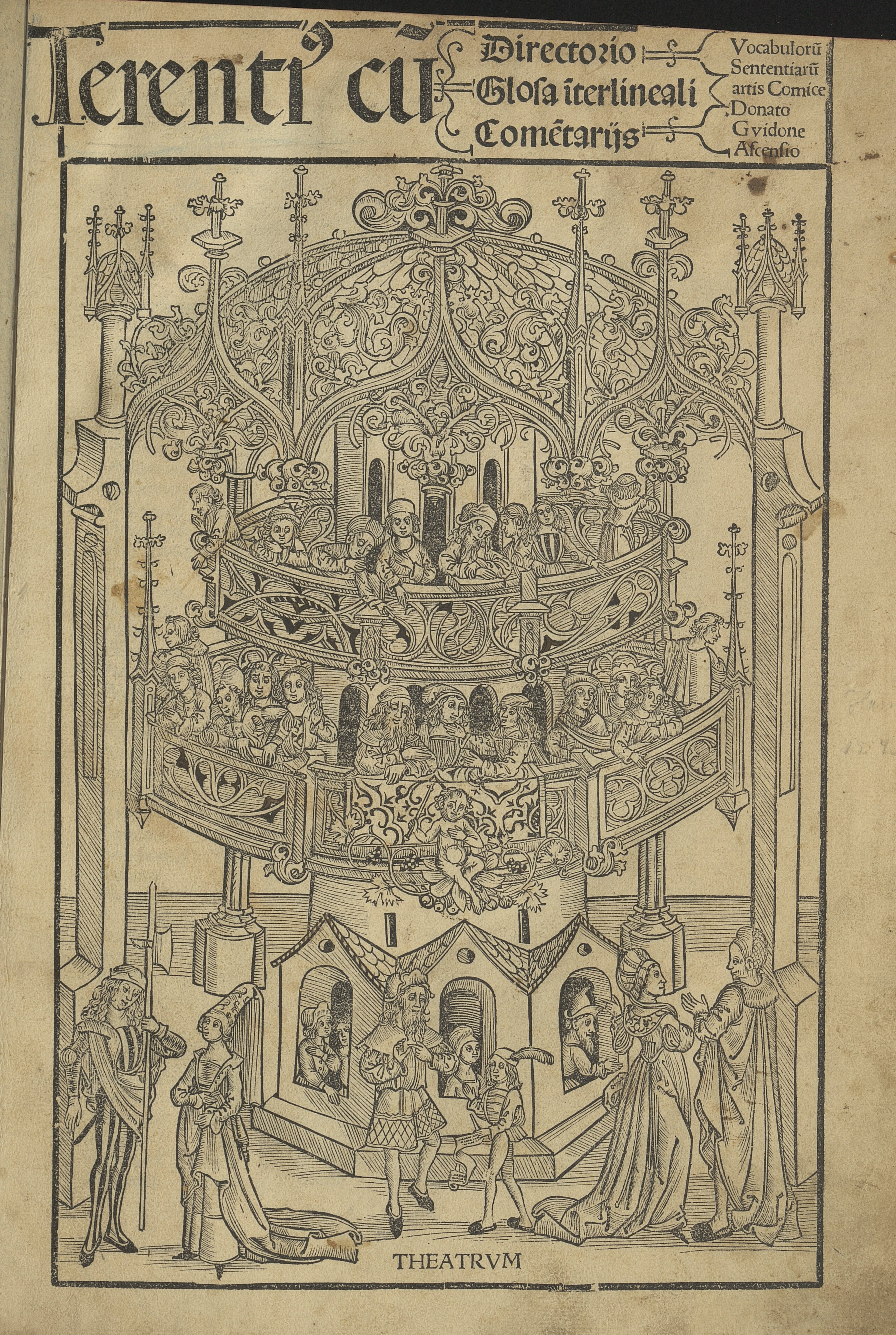
Hans Grüninger publiziert ab 1496 die Komödien des römischen Dichters Terenz.  - Seiten aus der Comoediae
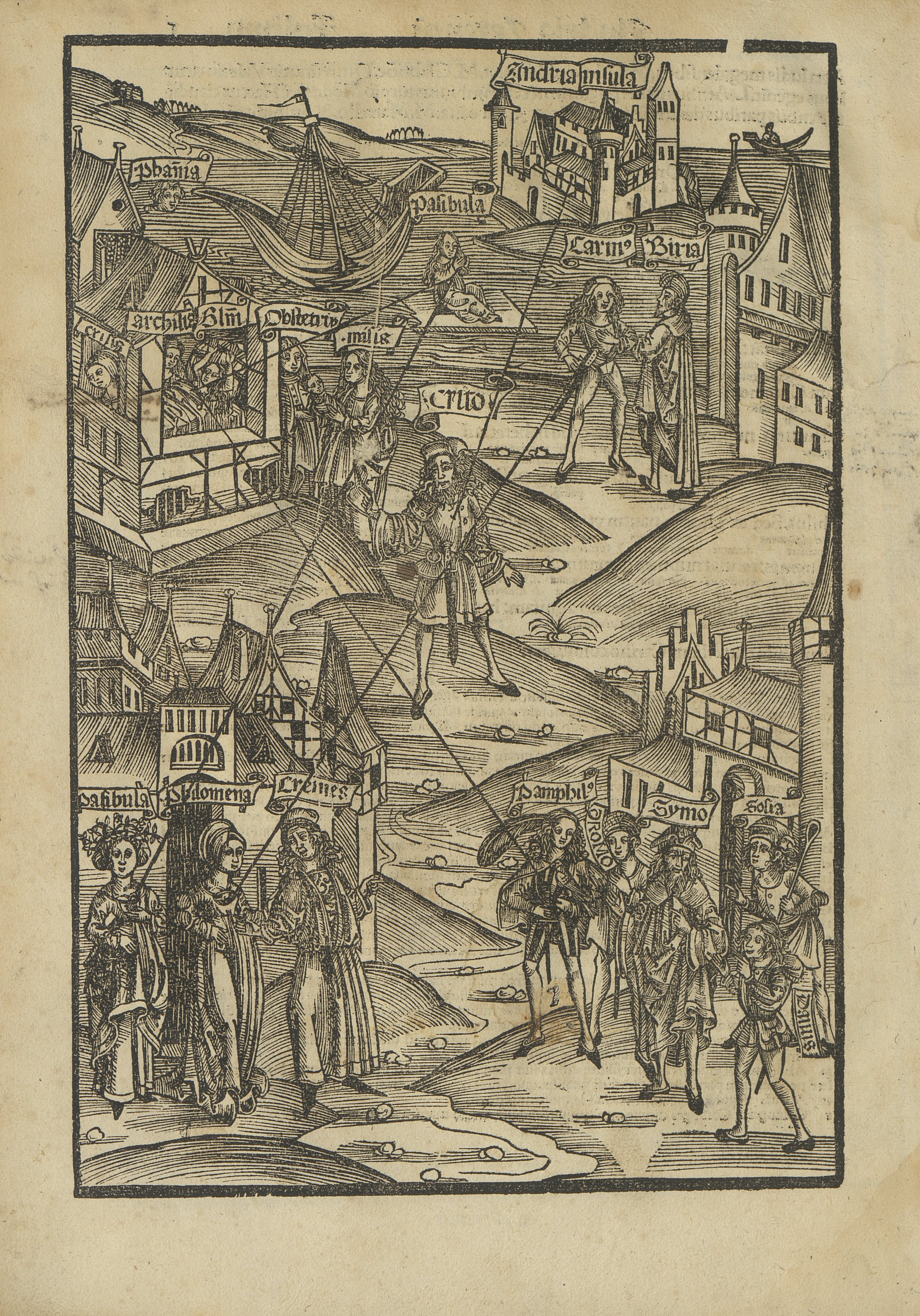
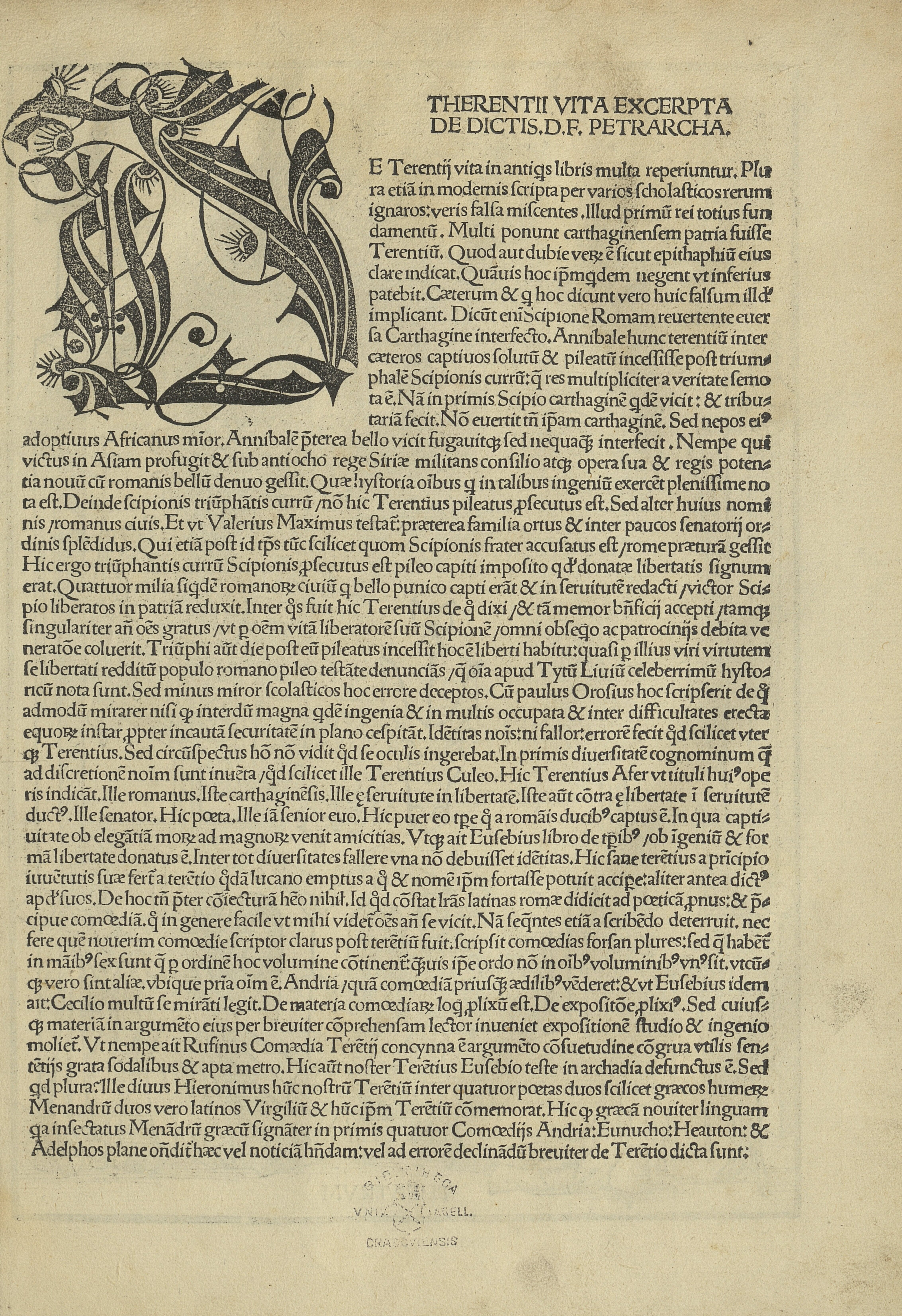

### Reiseberichte
- 1496 erscheint im Verlag Aldina des Venezianer Buchdruckers Aldo Manuzio das Buch De Aetna. Es ist das erste veröffentlichte Werk des italienischen Humanisten, Kardinals und Dichters Pietro Bembo, ein als Dialog mit dem Vater gestalteter lateinischer Bericht über eine Besteigung des Ätna, die er 1493 bei seinem Aufenthalt auf Sizilien unternommen hatte. Der italienische Typograf Francesco Griffo verwendet bei diesem Buch erstmals die De Aetna-Type (seit dem 20. Jahrhundert als Schriftart Bembo bekannt).

### Astronomie
- In Nürnberg erscheint 1496 Johannes von Gmundens Kalender.

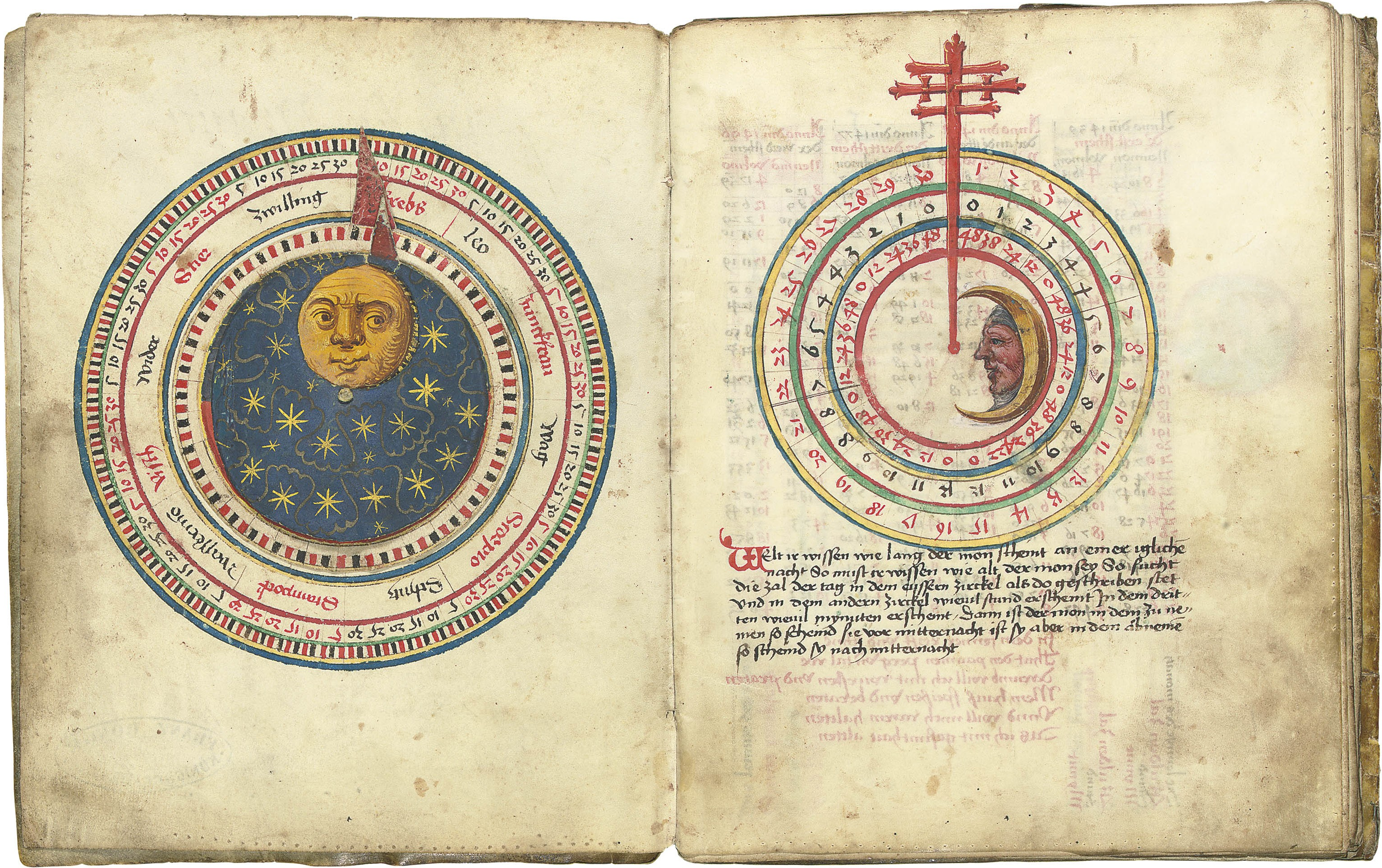
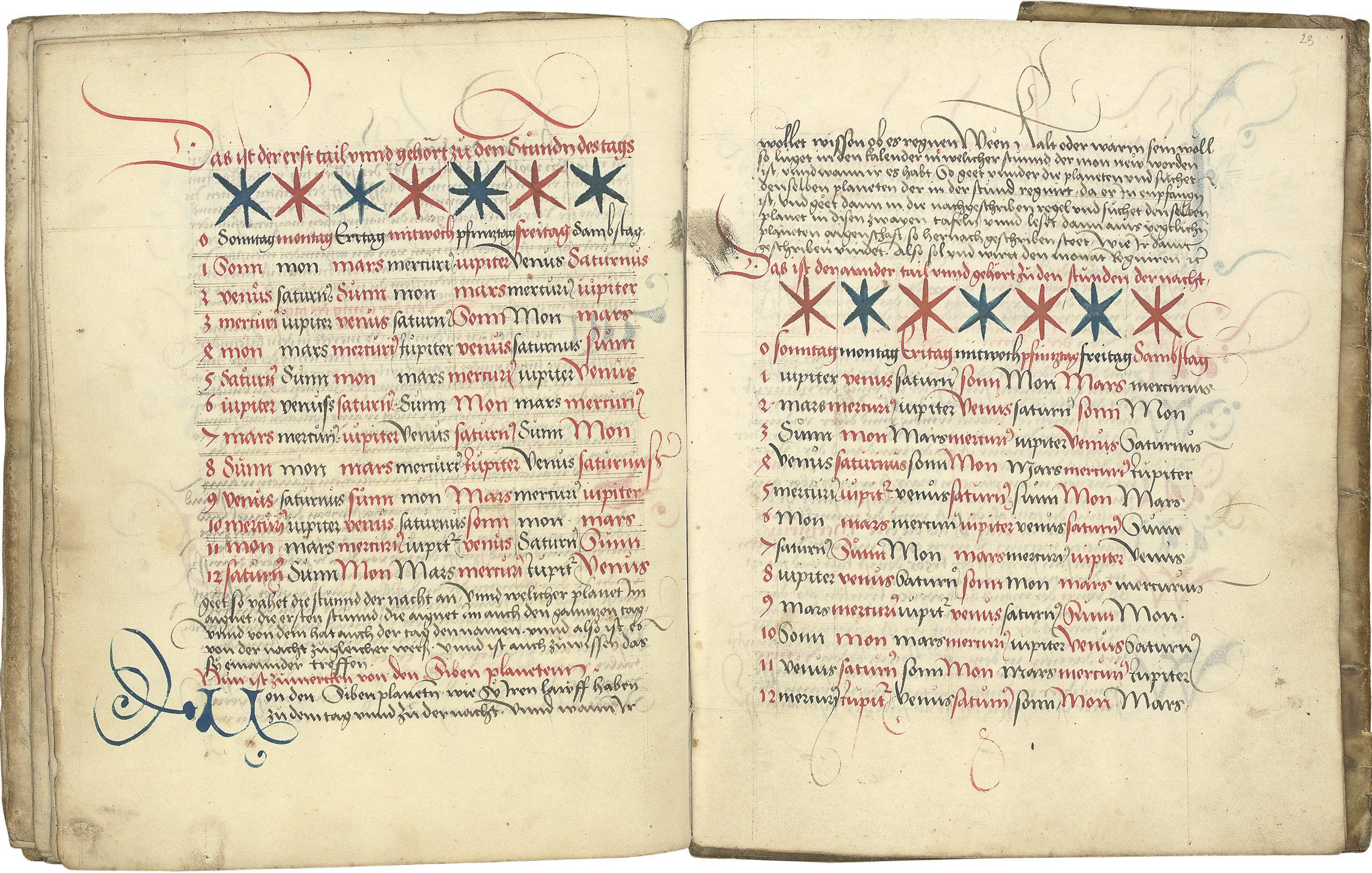
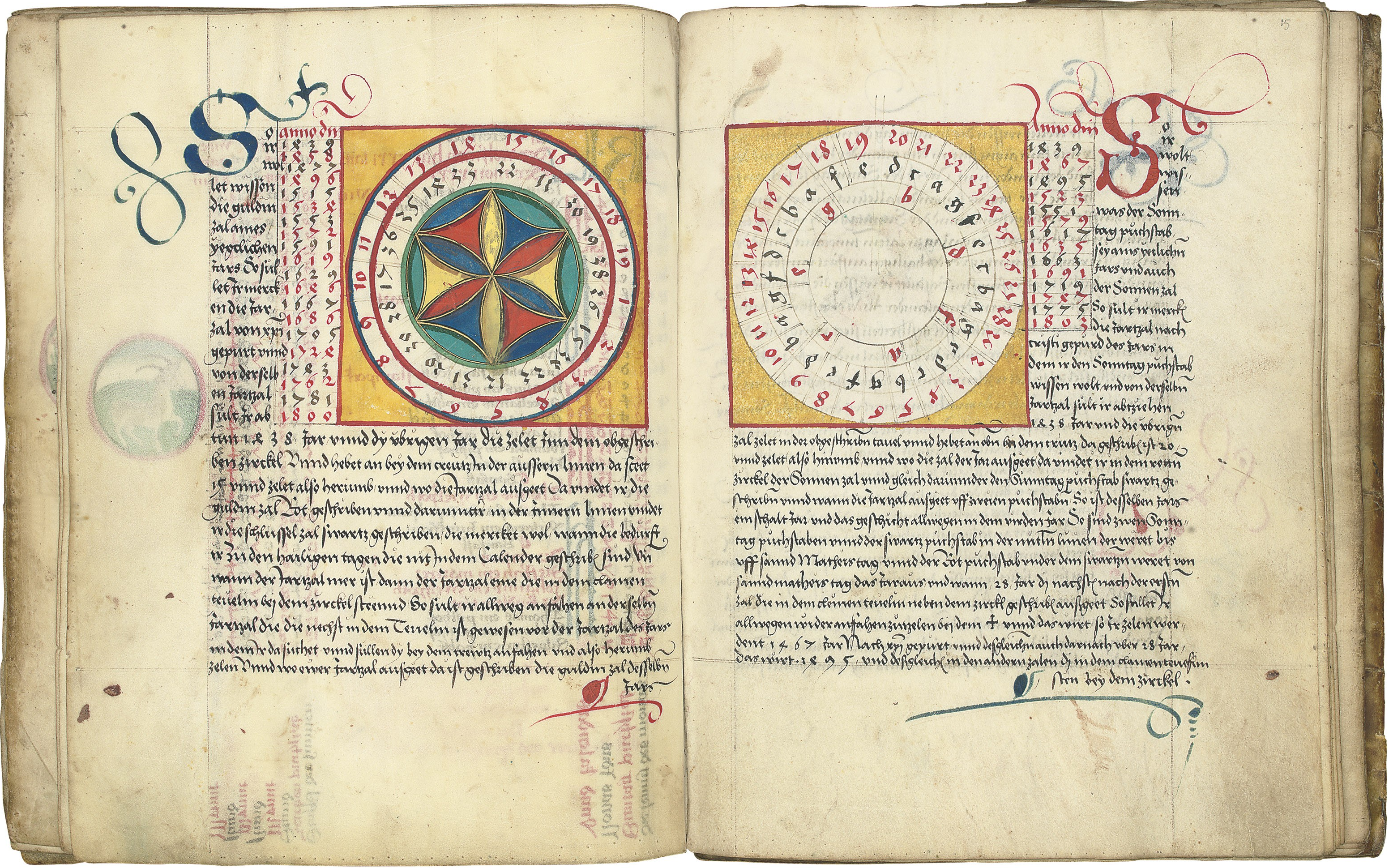

### Medizin

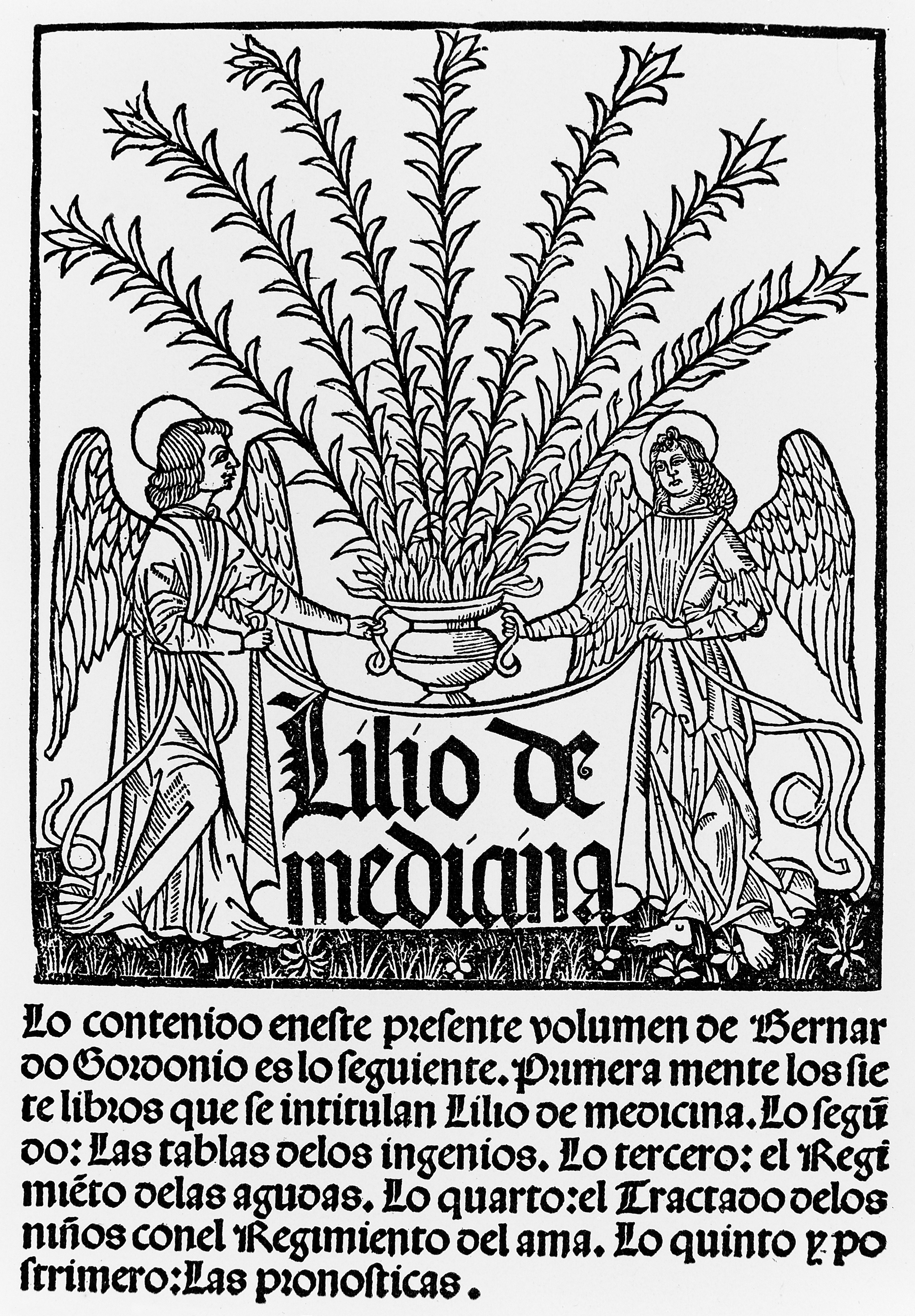
In Venedig wird das Buch Lilium medicinae („Lilie der Medizin“) von Bernhard von Gordon veröffentlicht. Es handelt sich um eine Wiederveröffentlichung seines 1303 in Montpellier vollendeten medizinischen Werkes, in dem er in sieben Büchern mit jeweils vier Traktaten unter anderem Pest, Tuberkulose, Krätze, Fallsucht, Sacer ignis, Milzbrand, Augentripper und Lepra beschreibt.   - Seiten aus Lilium medicinae
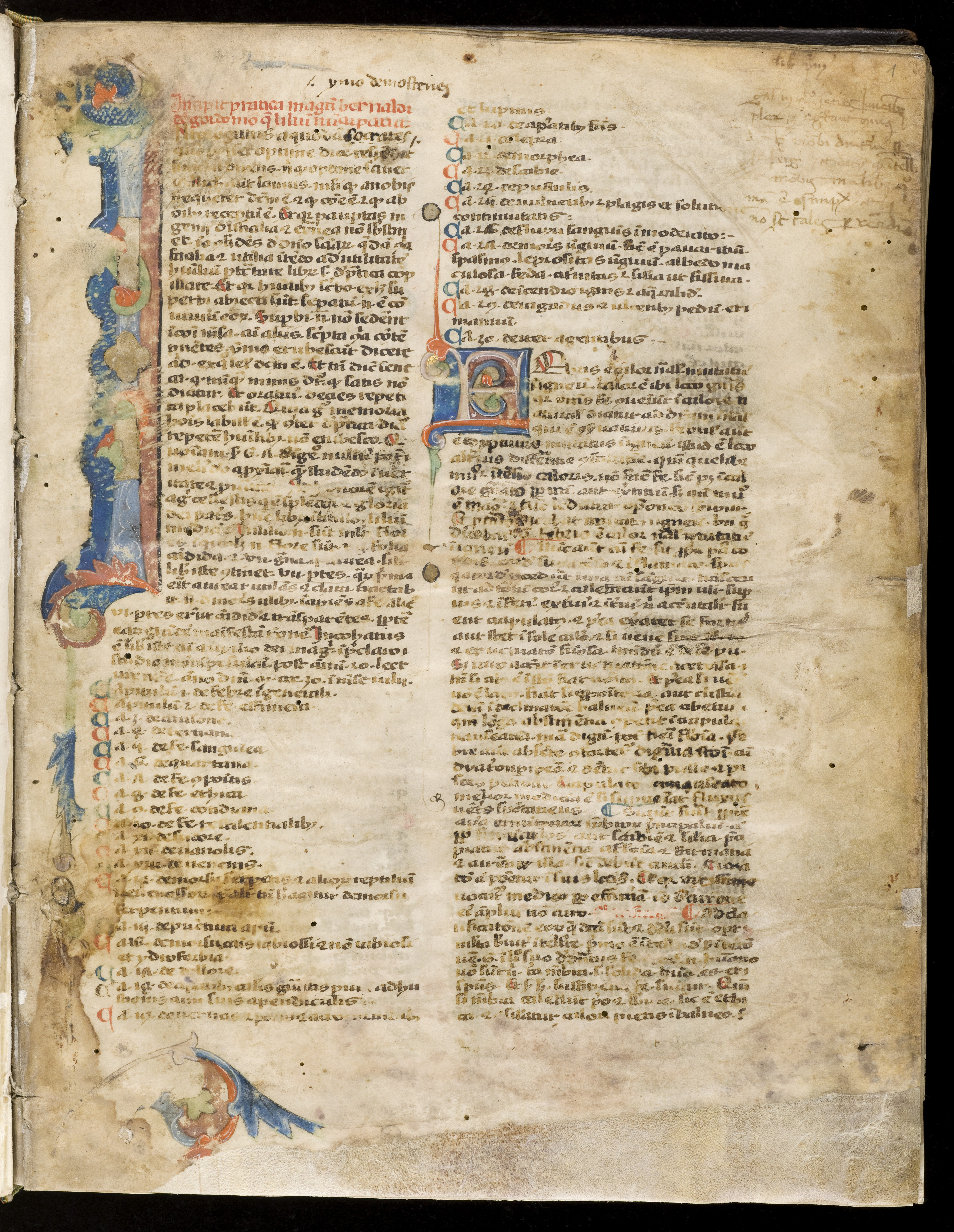
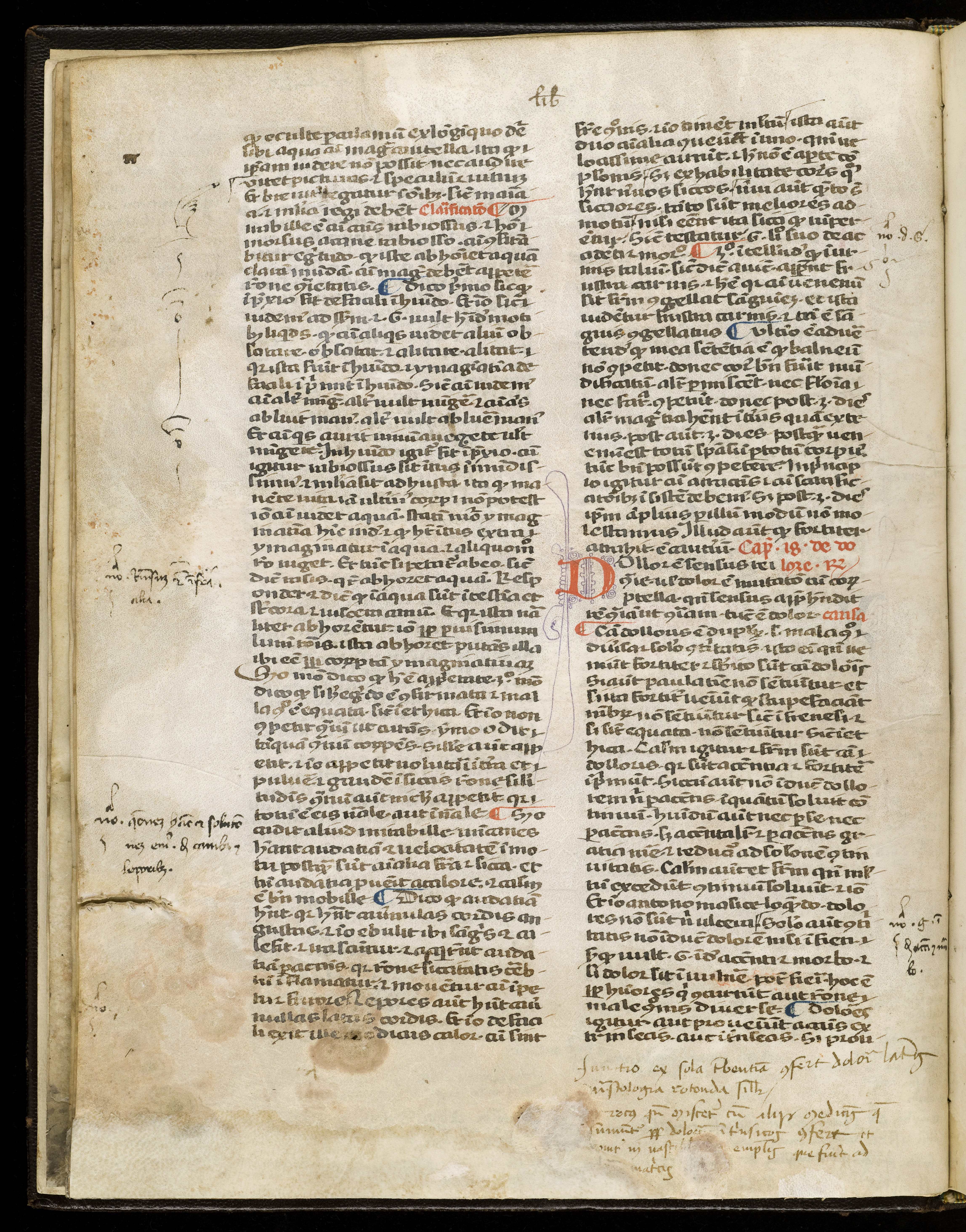

### Militärwesen

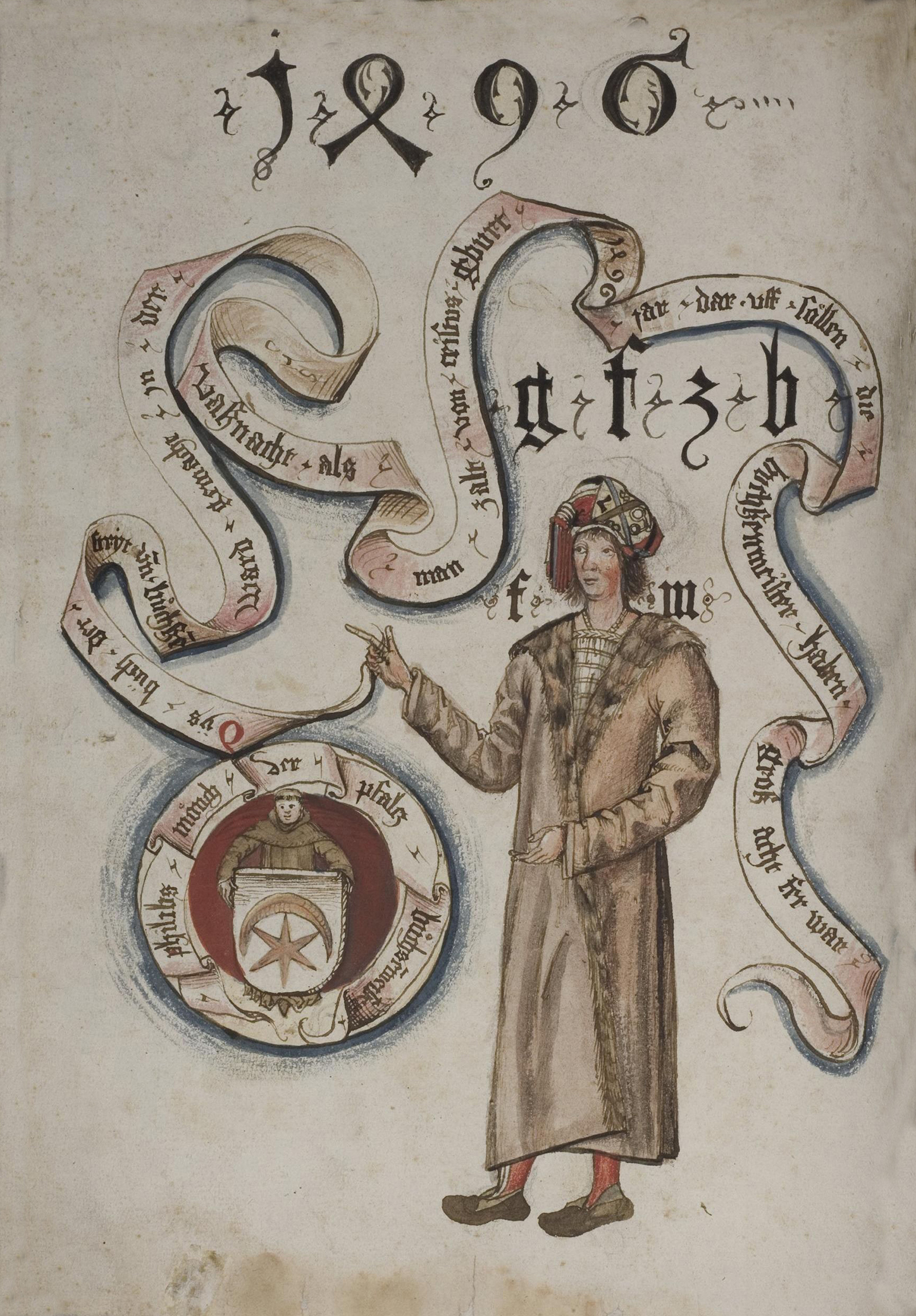
Philipp Mönch veröffentlicht sein Kriegsbuch, das hauptsächlich zeitgenössisches Kriegsgerät und szenische Schlachtaufstellungen enthält.   - Seiten aus dem Kriegsbuch
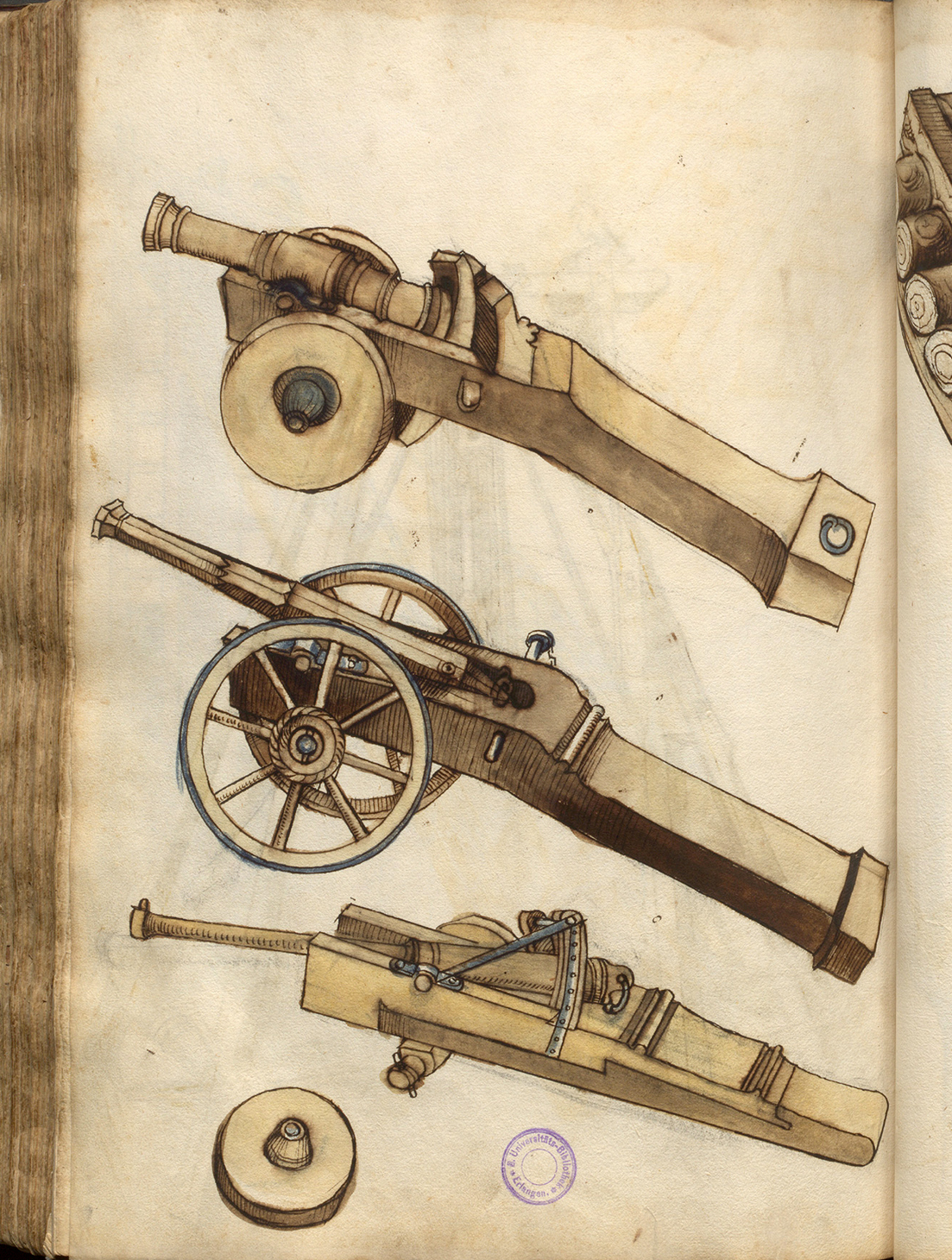
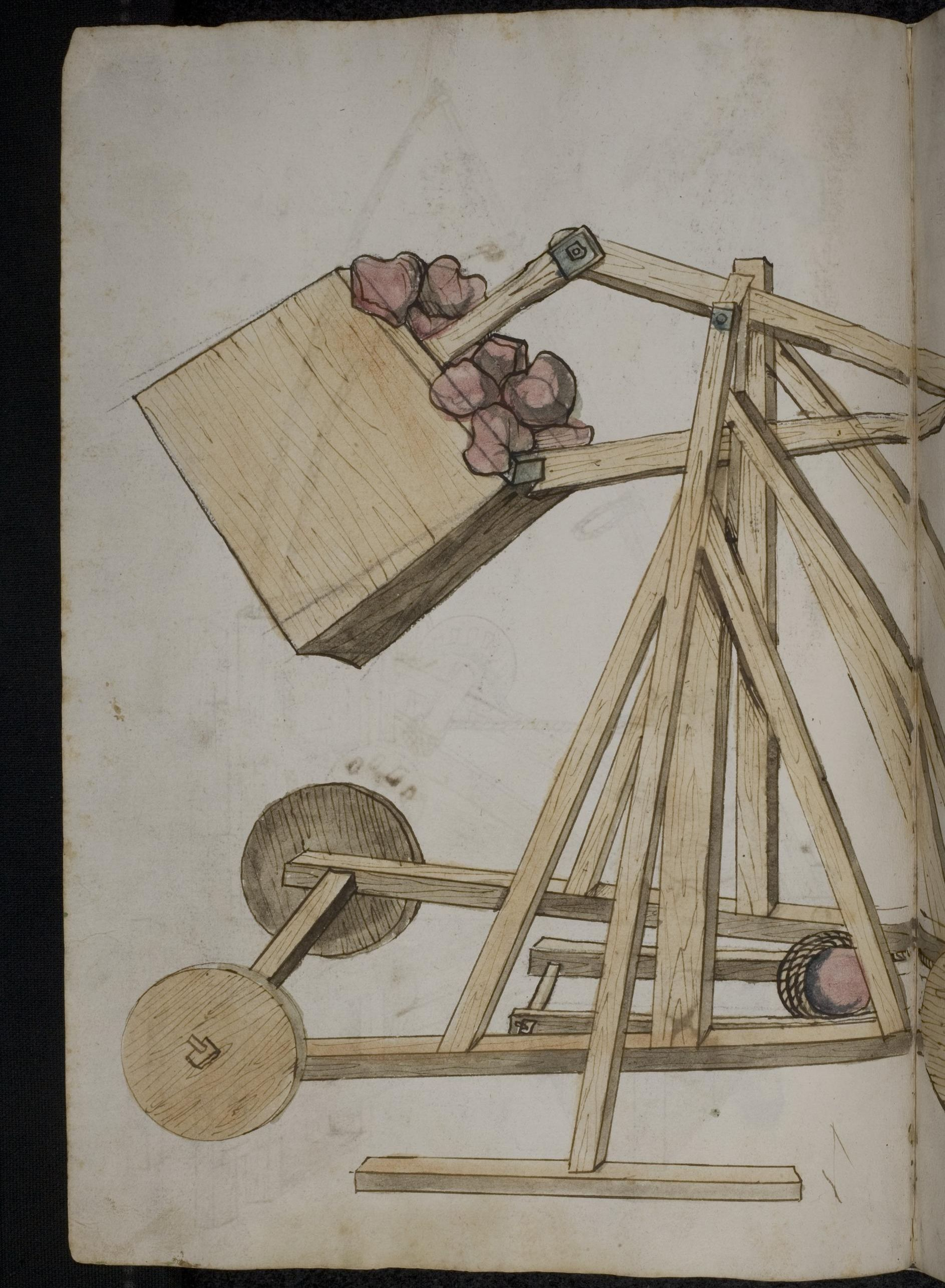

### Religion
- Isaak Abrabanel – Ma’yene ha-Yeshu’ah

## Geboren

### Geburtsdatum gesichert
- 6. Januar: Jan Hodějovský z Hodějova, böhmischer Adliger, Humanist und Mäzen († 1566)

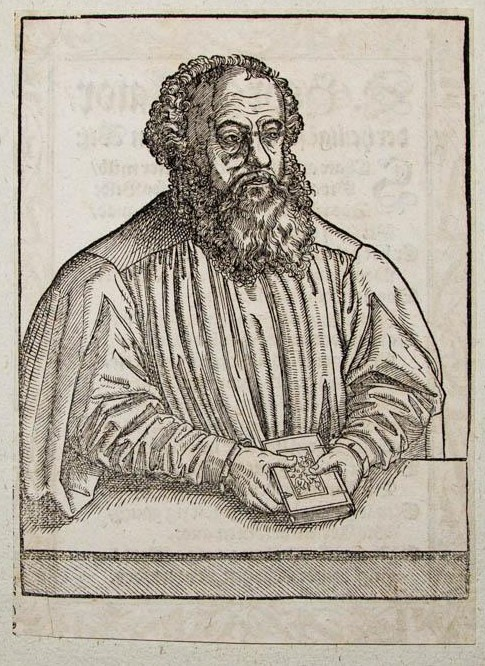
Johann Forster; * 10. Juli

- 10. Juli: Johann Forster, deutscher lutherischer Theologe und Sprachwissenschaftler († 1556)
- 2. August: Konrad Heresbach, deutscher Humanist und Altphilologe († 1576)

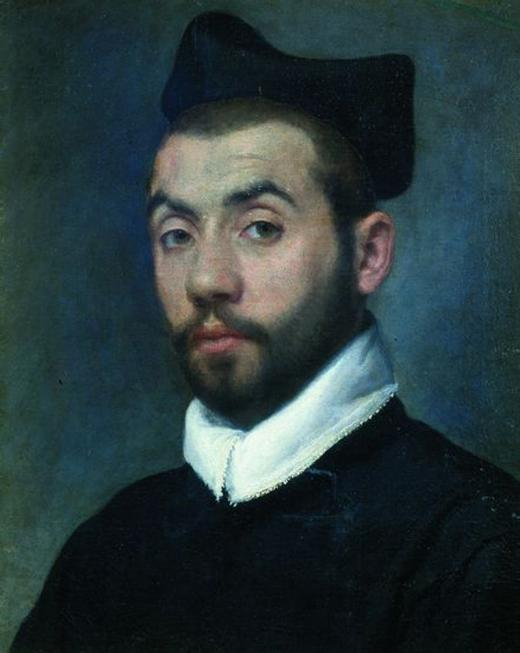
Clemént Marot; * 23. November

- 23. November: Clément Marot, französischer Dichter († 1544)
- 20. Dezember: Joseph ha-Kohen, italienisch-jüdischer Arzt und Chronist († nach 1577)

### Genaues Geburtsdatum unbekannt
- Johann Agricola aus Gunzenhausen, deutscher Mediziner († 1570)
- João de Barros, portugiesischer Historiker († 1570)
- Menno Simons, niederländisch-friesischer Theologe und führende Figur der Täuferbewegung, Namensgeber der Mennoniten († 1561)
- Wolfgang Wissenburg, Schweizer Reformator, Geograph und Hochschullehrer († 1575)
- Johannes Zwick, deutscher Theologe, Jurist, Reformator und Kirchenliederdichter († 1542)

## Gestorben
- Veit Arnpeck, bayerischer Geschichtsschreiber (* um 1440)